# 盧巴
盧巴是赤道畿內亞的城鎮，為南比奧科省首府，位於比奧科島西岸，距離首都馬拉博52公里，鎮上有醫院和港口，人口約7,000，是島上第二大城鎮。
3°27′N 8°33′E / 3.450°N 8.550°E

## 外部連結
- http://www.lubafreeport.com/ （页面存档备份，存于）